# Une pute et un poussin
Pour plus de détails, voir Fiche technique et Distribution.
Une pute et un poussin est un court métrage français réalisé par Clément Michel et sorti en 2009.
Produit par Sombrero Films, ce film a été écrit dans le cadre de l'opération Écrire pour un chanteur initiée par Canal+ et constitue le premier rôle de Yelle.

## Synopsis
Une fille attend, seule, devant un arrêt de bus perdu au milieu de nulle part. Passe un homme déguisé en poussin sur une bicyclette. Le film raconte cette rencontre improbable.

## Fiche technique
- Réalisation : Clément Michel
- Scénario : Clément Michel
- Production : Thomas Verhaeghe et Alain Benguigui
- Société de production : Canal+ et Sombrero Films
- Musique : 7Questions
- Costumes : Olga Papp
- Photographie : Steeven Petitteville
- Son : Davit Rit, Sandy Notarianni et Emmanuel Croset
- Montage : Julie Dupré
- Pays d'origine :  France
- Langues : français
- Durée : 14 min 34 s

## Distribution
- Julie Budet : Louise
- Clément Michel : Le poussin
- Renaud Benoit : Le joggeur

## Distinctions
- Sélection à la Semaine de la critique 2009.
- Palme du festival d'Alès 2010.
- Mention spéciale du Jury Jeune Espoir du festival Jean Carmet 2010 pour Clément Michel et Yelle.
- Prix spécial du jury au festival 2010 de Voiron.
- Prix du public au festival Courtivore 2010 (Rouen).
- Prix de la meilleure actrice pour Yelle au festival de Cabourg.
- Grand prix du festival du film français d'Helvétie 2010 (Bienne).
- Prix de la meilleure actrice au festival Badalona 2010 (Espagne) pour Yelle.
- Nommé pour le césar du meilleur court-métrage 2011.